# João Tomé de Saboia e Silva

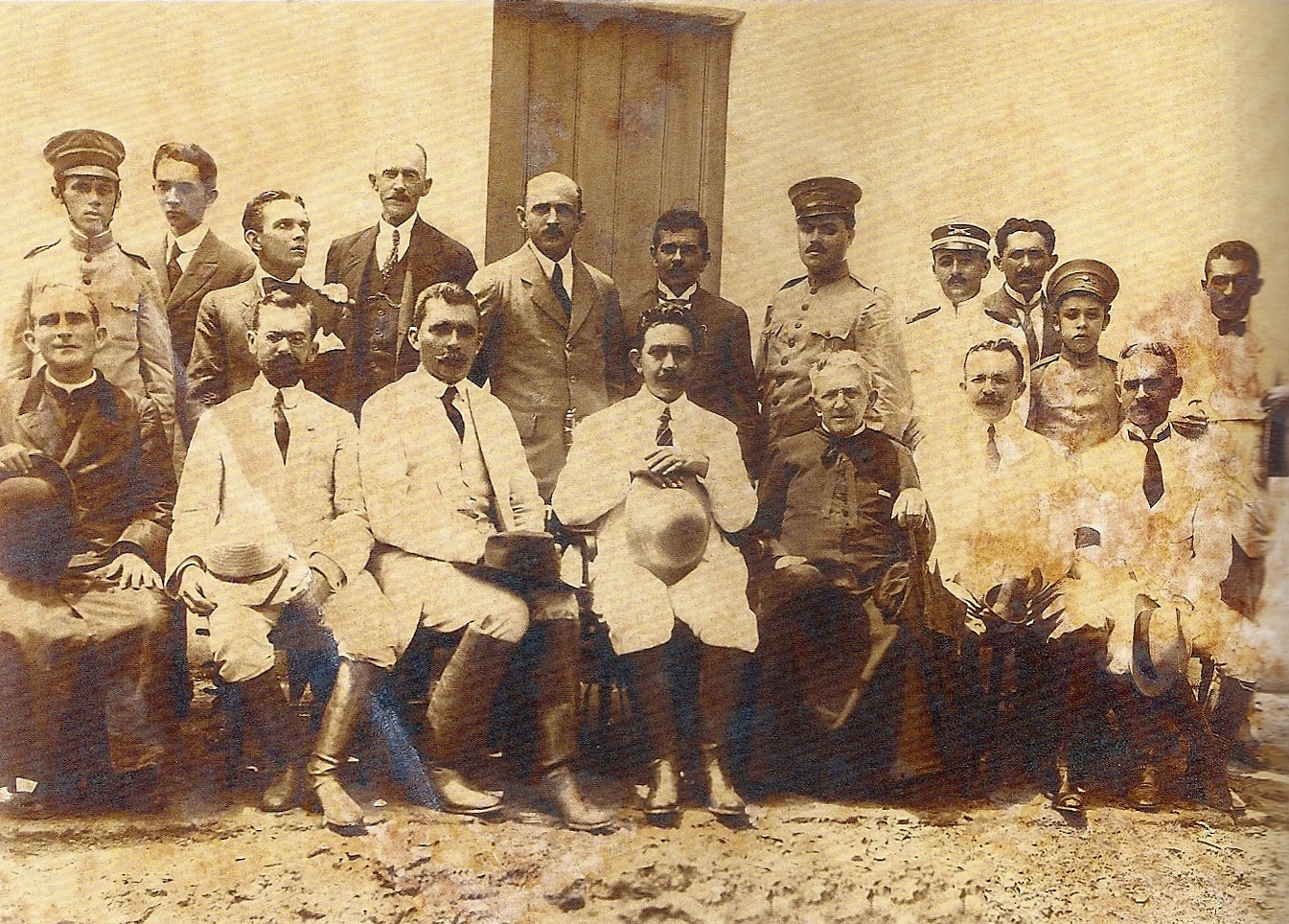
Visita do Presidente do Estado do Ceará, Dr. João Thomé de Saboia e Silva ao Padre Cícero em Juazeiro do Norte

João Tomé de Saboia e Silva, (Sobral, 4 de agosto de 1870 — Rio de Janeiro, 27 de julho de 1945), foi engenheiro, empresário e político brasileiro. Foi governador do Ceará de 1916 a 1919 e senador entre 1921 e 1930.

## Biografia
Nasceu em Sobral, filho primogênito do magistrado José Tomé da Silva e de Ana Benvinda (Figueira) de Saboia e Silva, os mesmos pais do ex-deputado federal Eduardo Tomé de Saboia e Silva, através de qual era tio-avô do ex-senador Cid Saboia de Carvalho. Pelo lado paterno, era sobrinho de João Tomé da Silva, ex-presidente das províncias de Santa Catarina, Espírito Santo e Alagoas. Pelo lado materno, era sobrinho do visconde de Saboia e neto de José Saboia. A família Saboia de Sobral descende do médico José Baltasar Augeri, natural do antigo Reino do Piemonte, que veio para o Ceará no início do século XVIII. O sobrenome Augeri foi substituído pelo de Saboia, patronímico de sua região procedente. Foi batizado pelo padre Diogo José de Sousa Lima, em 24 de agosto do mesmo ano em que nasceu, na Matriz de Sobral, tendo como padrinhos o avô paterno e uma tia materna, Joaquina Figueira de Saboia.
Estudou português, francês e latim com o professor Vicente Ferreira de Arruda, e, transportando-se para o Recife, fez os exames de preparatórios exigidos para a matrícula no curso anexo à Escola Politécnica do Rio de Janeiro, onde ingressou em 1886. Para ajudar no custeio dos estudos, submeteu-se a concurso, obtendo o primeiro lugar como praticante da Administração Geral dos Correios. Diplomado em 1891, abandonou o emprego no Rio de Janeiro e seguiu para São Paulo, onde exerceu função técnica na Estrada de Ferro de São Paulo, em Cravinhos.
De volta ao Ceará, foi nomeado chefe do tráfego da Estrada de Ferro de Sobral, em 1893, então administrada pelo governo federal. Coincidiu nesta época o então ministro Joaquim Murtinho resolver arrendar as estradas de ferro da União e foi então publicado edital de concorrência para a exploração da ferrovia de Sobral, ao que João Tomé foi o único que se apresentou. Para isto, fundou uma sociedade comercial sob o título de Sociedade Arrendatária da Estrada de Ferro de Sobral, que administrou a dita ferrovia de 1897 a 1910, na qual teve como sócio o primo Vicente Saboia de Albuquerque. Durante sua administração, a estrada de ferro foi prolongada da cidade do Ipu até a então vila de Crateús, onde foi ligada à ferrovia de Baturité e, por conseguinte, ao estado do Piauí, o que trouxe grandes benefícios àquela região.
Foi João Tomé quem encomendou na Europa o primeiro automóvel que chegou ao Ceará, desembarcado no porto de Camocim, em 1907: um Piccolo de fabricação alemã, cuja velocidade máxima era 45 quilômetros por hora, podendo também rodar sobre trilhos, à maneira de um trólei.
Fundador do Rotary Club do Rio de Janeiro, o pioneiro em todos os países de língua portuguesa, sendo o seu primeiro Presidente em 1923-1924.

### Governo
À queda de Nogueira Accioli, dois grandes partidos políticos disputavam o governo do Ceará: o Conservador e o Democrata, e o coronelismo impunha seu prestígio à força no interior do estado. Aproximando-se o fim do mandato do cel. Benjamim Liberato Barroso, conservador, a animosidade entre os partidos era tamanha que gerou-se um impasse na escolha de seu sucessor. Nisto surgiu a figura de João Tomé, sem vínculo com partido algum, logo aceito por todos.
O novo presidente estadual foi empossado em 12 de julho de 1916 e tendo como auxiliares imediatos:
- José Saboia de Albuquerque — Secretário do Interior;
- Antônio Fiúza Pequeno — Secretário da Fazenda;
- José Eduardo Torres Câmara — Chefe de Polícia;
- Cap. João Cruz — Comandante da Polícia;
- Casimiro Montenegro — Prefeito Municipal;
- Leonardo Mota — Oficial de Gabinete.

Durante os três primeiros anos de sua gestão, a conciliação de todos os partidos em torno de si, permitiram-lhe que cumprisse integralmente seus propósitos. Dentre suas realizações estão a construção de açúdes, poços e estradas,além do financiamento à agricultura. Seu maior empecilho eram as limitações orçamentárias.
Chegando o fim de seu mandato, rompeu-se o equilíbrio político entre conservadores e democratas com o envolvimento crescente do governador com os últimos. Sentindo-se marginalizados, os "marretas" oficializaram o rompimento com o governo em janeiro de 1919. Some-se a isto a campanha promovida pelos oposicionistas, entre os quais, Edgar Borges, através do jornal Diário do Estado, ficou João Tomé impedido de indicar um candidato de conciliação à sua sucessão, sendo lançadas então as candidaturas de Justiniano de Serpa, com o apoio dos democratas, e a de Belisário Távora, apresentada pelo Partido Conservador. No último ano, o presidente estadual ainda teve que combater a seca que assolou o estado.

### "Máquina chuvedeira"
Numa tentativa de reverter a situação causada pela estiagem, João Tomé inventou um aparelho que chamou de "pistola de volta", sobre a qual falou em entrevista concedida ao Correio da Manhã, jornal carioca: Não inventei propriamente um aparelho para produção artificial das chuvas, mas formulei uma teoria cuja exatidão me parece demonstrada pelas experiências que realizei durante o ano de 1919. O aparelho consiste apenas em uma instalação comum para a produção de ondas hertzianas, desses usados a bordo, para a telegrafia sem fios e seu alternador tem a potência de apenas 2kw. A teoria eu a expus, de modo muito sucinto, em mensagem que dirigi à Assembleia Legislativa do Estado, em 1º de julho de 1919, sob o título de Causas das Secas... Durante o resto do ano de 1919, trabalhei continuadamente, sobretudo nos meses de setembro, outubro e novembro. Os resultados de minhas experiências excederam, de muito, as minhas expectativas.
A grande população, nada familiar com teorias científicas, trouxeram o instrumento para o anedotário popular, com o apelido de "máquina chuvedeira". João Tomé, porém, nunca se ofendeu com este fato. Segundo Fernandes Távora, em comitiva parlamentar, num encontro posterior com o engenheiro, quando este ocupava o cargo de senador, veio à baila a questão da pistola de volta. Explicando que suas experiências foram interrompidas pela falta de verbas, um membro da comitiva replicou-lhe que deveria ter agido como um cientista, que, para poder dar continuidade a um trabalho que reputava de grande valia, em circunstâncias idênticas, não titubeou em conseguir o combustível necessário com a queima de toda sua mobília. A isto respondeu o engenheiro calmamente: minha mobília era muito pequena e não chegava para nada...

### Senador da República
João Tomé elegeu-se para o Senado Federal na vaga deixada por Pedro Borges, ali permanecendo até o Golpe de 1930. Em sua estadia no Senado, exerceu a liderança do Partido Democrata, sob cuja legenda foi eleito. Veio a falecer na capital federal, às vésperas de seu aniversário de 75 anos.

### Casamento e descendência
Casou-se em Camocim, em 1895, com uma prima distante, Angelita Saboia Braga Cavalcante, filha de Umbelina Saboia de Melo e de Antônio Raimundo Braga Cavalcante, irmão do escritor Domingos Olímpio. O casal teve quatorze filhos, dentre os quais:
- Ester Cavalcante de Saboia (*1896), casada com Jaime Menescal Campos;
- Ana France Cavalcante de Saboia (*1897);
- Maria Eugênia Cavalcante de Saboia (*1900), casada com Nelson de Araújo Catunda;
- José Tomé de Saboia e Silva (*1902), casado com Nadir Roquelina Papi;
- Guiomar de Saboia e Silva (*1904), casada com Antonio Joaquim de Oliveira Campos Júnior;
- Maria Luísa Cavalcante de Saboia (*1906), casada com João Batista Menescal Fiúza, de quem teve Maria Madalena de Saboia Fiúza, casada com Miguel Arraes;
- Domingos Olímpio Cavalcante de Saboia e Silva (*1907), casado com Eunice de Faria;
- Francisca Cavalcante de Saboia (*1913), casada com Caio Graco Albuquerque Maranhão;
- Alice Cavalcante de Saboia (*1914), casada com Osvaldo Carijó de Castro;
- Geraldo Tomé de Saboia (*1916), casado com Glória Gurgel do Amaral, irmã do ex-deputado federal Francisco Gurgel do Amaral Valente.

### Homenagens
- Seu nome está perenizado em logradouros públicos em Crateús, Ipueira e Fortaleza - CE.
- Patrono da Cadeira nº 28 da Academia Rotária de Letras da Cidade do Rio de Janeiro ABROL Rio [12]